# 江藤みき
江藤 みき（えとう みき、1972年2月12日 - ）は、日本のフリーアナウンサー。神奈川県出身。

## 来歴
東京都内の会社に勤めていたが、競馬に関わる仕事がしたくなって会社を辞め、アナウンサーの事務所に入る。競馬の仕事は当時のグリーンチャンネルのキャスター枠に空きがなかったために叶わなかったが、当時の所属事務所のマネージャーから開局が近づいていたSPEEDチャンネルのキャスターオーディションをすすめられて参加したところ合格。1997年のSPEEDチャンネル開局時のキャスター陣の一人となる。競輪は、当時の自宅から最も近い場所にあった松戸競輪場に通うなどして勉強をした。

## 出演
- 競輪中継（1997年 - 、SPEEDチャンネル）[4]
- 松戸競輪インフォメーション（2008年10月10日・10月31日ほか、かつしかFM）[2]
- オダワライダーと勝利を摑め!難攻不落の戦国バンク（2020年4月1日 - 、ニコニコチャンネル・小田原競輪チャンネル）
- エトミキ&林雄一の的中街道まっしぐら（2021年9月28日 - 、Youtube・DMM競輪チャンネル）